# Szymon Krawczyk (kolarz)
Szymon Krawczyk (ur. 8 sierpnia 1998 w Jarocinie) – polski kolarz szosowy i torowy. Wielokrotny medalista mistrzostw Polski w obu tych dyscyplinach. Brązowy medalista Mistrzostw Europy w Kolarstwie Torowym 2018 w wyścigu eliminacyjnym. 

## Kariera
Krawczyk jest wychowankiem Kaliskiego Towarzystwa Kolarskiego. Od sezonu 2017 występował na szczeblu zawodowym – w latach 2017–2019 był zawodnikiem grupy Voster ATS Team, w sezonie 2020 jeździł w CCC Development Team, a od sezonu 2021 powrócił do Voster ATS Team.
Został zdyskwalifikowany przez Polską Agencję Antydopingową na okres dwóch lat od 8 grudnia 2022 do 7 grudnia 2024 za „naruszenie wymagań dotyczących wskazania miejsca pobytu”.

## Osiągnięcia

### Kolarstwo szosowe
Opracowano na podstawie:

2015
- 3. miejsce w Pucharze Prezydenta Miasta Grudziądza

2016
- 2. miejsce w Pucharze Prezydenta Miasta Grudziądza

2018
- 1. miejsce w mistrzostwach Polski (jazda drużynowa na czas)

2020
- 1. miejsce w klasyfikacji sprinterskiej Dookoła Mazowsza
- 3. miejsce w Dookoła Rumunii
  - 1. miejsce w klasyfikacji młodzieżowej
- 1. miejsce na 2. etapie Giro della Regione Friuli Venezia Giulia
- 2. miejsce w mistrzostwach Polski (jazda dwójkami)
- 2. miejsce w mistrzostwach Polski (jazda drużynowa na czas)

### Kolarstwo torowe
Opracowano na podstawie:

2016
- 1. miejsce w mistrzostwach Europy juniorów (omnium)
- 1. miejsce w mistrzostwach świata juniorów (wyścig punktowy)

2017
- 3. miejsce w mistrzostwach Europy U23 (wyścig drużynowy na dochodzenie)

2018
- 3. miejsce w mistrzostwach Europy (wyścig eliminacyjny)